# Atraulia
Atraulia (o Atrauliya) è una suddivisione dell'India, classificata come nagar panchayat, di 11.302 abitanti, situata nel distretto di Azamgarh, nello stato federato dell'Uttar Pradesh. In base al numero di abitanti la città rientra nella classe IV (da 10.000 a 19.999 persone).

## Geografia fisica
La città è situata a 26° 19' 60 N e 82° 57' 0 E e ha un'altitudine di 80 m s.l.m..

## Società

### Evoluzione demografica
Al censimento del 2001 la popolazione di Atraulia assommava a 11.302 persone, delle quali 5.939 maschi e 5.363 femmine. I bambini di età inferiore o uguale ai sei anni assommavano a 1.994, dei quali 1.042 maschi e 952 femmine. Infine, coloro che erano in grado di saper almeno leggere e scrivere erano 6.869, dei quali 4.162 maschi e 2.707 femmine.